# Józef Walenty Komorowski

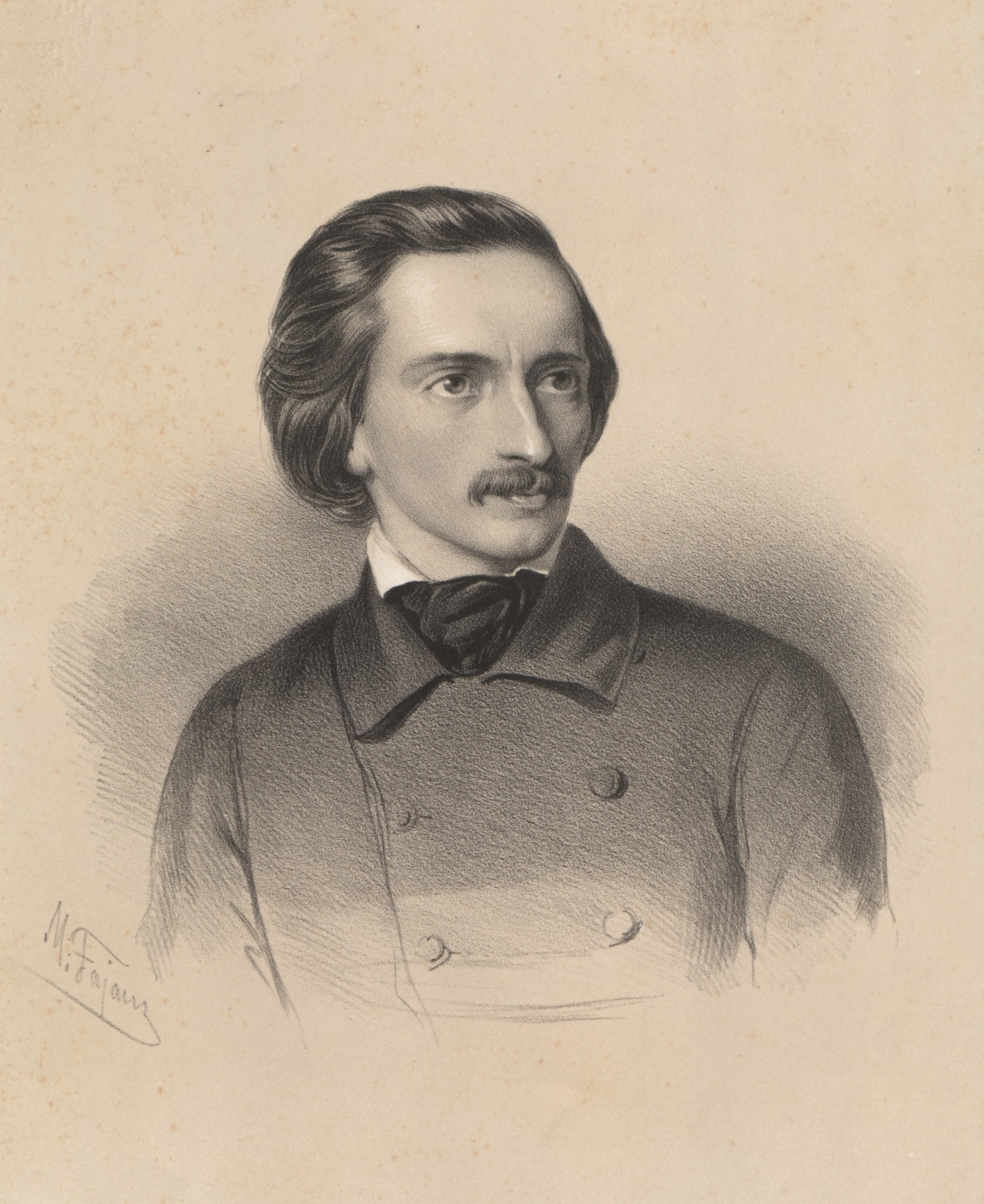
Józef Walenty Komorowski na litografii Maksymiliana Fajansa

Józef Walenty Komorowski (ur. 15 lutego 1818 w Warszawie, zm. 22 marca 1858 tamże) – polski aktor scen warszawskich.
Był synem Józefa, najpierw lokaja, później zarządcy pałaców cesarsko-królewskich w stolicy: Zamku Królewskiego, Łazienek i Belwederu, i Barbary z Sargońskich, starszym bratem Ignacego.
Ukończył Liceum Warszawskie, ale nie podjął studiów uniwersyteckich. Debiutował w 1833 w zespole aktorskim T.A. Chełchowskiego w Płocku, nie posiadając żadnego wykształcenia w sztuce dramatu i deklamacji. W styczniu 1837 uzyskał angaż w stołecznym Teatrze Rozmaitości jako następca zmarłego „pierwszego amanta” Wojciecha Piaseckiego. Mimo dużej urody oraz pięknego głosu i dykcji musiał wiele lat się starać o uznanie wybrednej warszawskiej publiczności. Dopiero po 14 latach stanął w rzędzie najwybitniejszych artystów sceny polskiej. W roku 1851 Antoni Lesznowski pisał o nim w „Gazecie Warszawskiej”: „talent pana Komorowskiego rozszerzył się, dojrzał ostatecznie i dziś w pierwszym stoi rzędzie obok Żółkowskiego i Królikowskiego. I publiczność wyraźnie daje poznać panu Komorowskiemu, że umie ocenić i uznawać talent taką pracą zdobyty”.
Komorowski przyjaźnił się m.in. z poetami: Cyprianem Kamilem Norwidem i Teofilem Lenartowiczem. Marzył o wielkich rolach tragicznych, o tym, by zagrać Hamleta, ale nigdy tej roli nie otrzymał. Działał także jako tłumacz sztuk pióra głównie francuskich i niemieckich pisarzy i napisał sztukę Dwa wychowania, za którą otrzymał przychylne recenzje.
W roku 1844 poślubił Antoninę Wittge, później także popularną aktorkę, i miał z nią syna, zmarłego w 1849. W tym samym roku nastąpił rozwód.
Komorowski zmarł na gruźlicę w pięć miesięcy po bracie Ignacym i został pochowany obok jego grobu na cmentarzu Powązkowskim (kwatera 13-5-26).

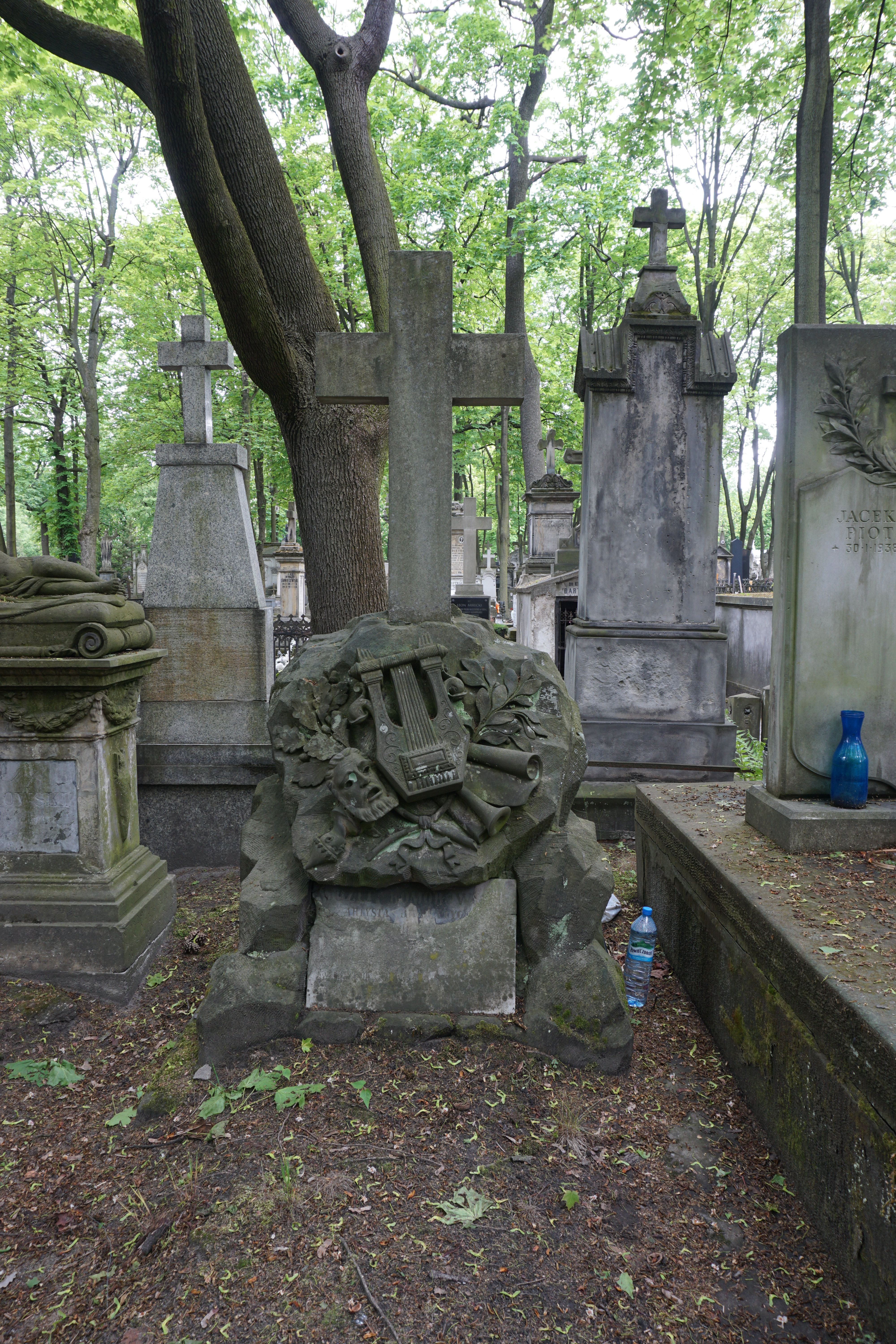
Grób Józefa Walentego Komorowskiego na cmentarzu Powązkowskim